# Korona Kocich Gór 2017
5. edycja wyścigu kolarskiego Korona Kocich Gór odbyła się w dniu 18 czerwca 2017 roku i liczyła 181,8 km. Start i meta wyścigu miały miejsce w Trzebnicy. Wyścig figurował w kalendarzu cyklu UCI Europe Tour, posiadając kategorię UCI 1.2.

## Klasyfikacja generalna
| M-ce | Imię i nazwisko    | Kraj    | Drużyna               | Czas       |
| ---- | ------------------ | ------- | --------------------- | ---------- |
| 1.   | Łukasz Owsian      | Polska  | CCC Sprandi Polkowice | 4h 31' 31" |
| 2.   | Mateusz Komar      | Polska  | Voster Cycling Team   | + 0"       |
| 3.   | Maciej Paterski    | Polska  | CCC Sprandi Polkowice | + 0"       |
| 4.   | Emanuel Piaskowy   | Polska  | Team Hurom            | + 1' 14"   |
| 5.   | Jacek Morajko      | Polska  | Wibatech 7R Fuji      | + 1' 14"   |
| 6.   | Adrian Honkisz     | Polska  | Wibatech 7R Fuji      | + 1' 14"   |
| 7.   | Andrii Bratashchuk | Ukraina | Kolss Cycling Team    | + 2' 48"   |
| 8.   | Patryk Stosz       | Polska  | CCC Sprandi Polkowice | + 4' 13"   |
| 9.   | Patrick Haller     | Niemcy  | Rad-Net Rose Team     | + 4' 13"   |
| 10.  | Bartosz Warchoł    | Polska  | Team Hurom            | + 4' 13"   |